# Vĩnh Bình, Vĩnh Thạnh (Cần Thơ)
Vĩnh Bình là một xã thuộc huyện Vĩnh Thạnh, thành phố Cần Thơ, Việt Nam.

## Địa lý
Xã Vĩnh Bình nằm ở phía đông huyện Vĩnh Thạnh, có vị trí địa lý:
- Phía đông giáp quận Thốt Nốt và huyện Cờ Đỏ
- Phía tây giáp các xã Vĩnh Trinh và Thạnh Mỹ
- Phía nam giáp xã Thạnh Lộc
- Phía bắc giáp xã Vĩnh Trinh.

Xã có diện tích 19,54 km², dân số năm 2008 là 7.229 người, mật độ dân số đạt 370 người/km².

## Lịch sử
Địa bàn xã Vĩnh Bình trước đây là một phần các xã Thới Thuận và Trung Nhứt thuộc huyện Thốt Nốt cũ.
Ngày 23 tháng 12 năm 2008, Chính phủ ban hành Nghị định 12/NĐ-CP. Theo đó, thành lập xã Vĩnh Bình trên cơ sở điều chỉnh 1.095,67 ha diện tích tự nhiên và 3.191 người của xã Thới Thuận; 857,84 ha diện tích tự nhiên và 4.038 người của xã Trung Nhứt và chuyển xã Vĩnh Bình về huyện Vĩnh Thạnh quản lý.
Sau khi thành lập, xã Vĩnh Bình có 1.953,51 ha diện tích tự nhiên và 7.229 người.